# Kate Collins
Pour les articles homonymes, voir Collins.
Kate Collins, née le 6 mai 1958 à Boston, est une actrice ayant joué dans le feuilleton télévisé La Force du destin (All My children).
Elle est la fille de l'astronaute Michael Collins.